# HL디앤아이한라
HL디앤아이한라 주식회사(HL D&I 漢拏 株式會社)는 HL그룹 계열의 대한민국의 건설 기업이다.